# Laghman
Laghman (paszto/perski: لغمان) – prowincja we wschodnim Afganistanie. Jej stolicą jest Mehtarlam. Ma powierzchnię 3843 km², a populacja w 2021 roku wynosiła ponad 502 tys. mieszkańców. Głównym języki to paszto, dari i paszai, a największe narodowości to Pasztuni i Paszai. 
W skład prowincji wchodzi 5 powiatów:
- Alingar
- Aliszing
- Dawlat Szah
- Mihtarlam
- Kargai